# 奧格斯特博德山
46°14′6″N 7°47′43″E / 46.23500°N 7.79528°E

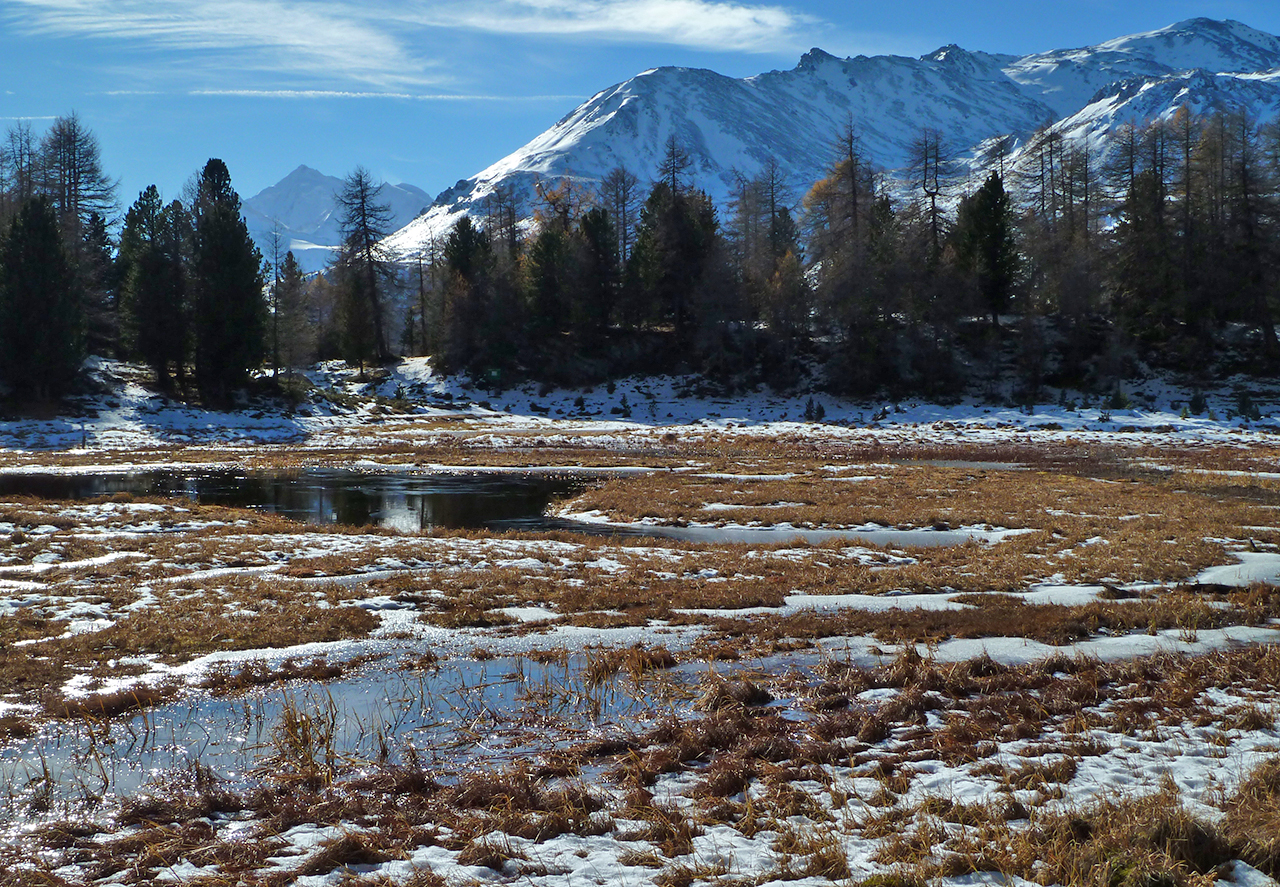

奧格斯特博德山（Augstbordhorn），是瑞士的山峰，位於該國西南部，由瓦萊州負責管轄，屬於本寧阿爾卑斯山脈的一部分，海拔高度2,971米，每年平均降雨量1,585毫米。